# Amedo
Amedo is een plaats (freguesia) in de Portugese gemeente Carrazeda de Ansiães en telt 340 inwoners (2001).